# Сполука приєднання
Сполу́ка приєдна́ння (англ. addition compound) — 
- 1. В органічній хімії — сполука, що утворюється в результаті реакції між двома речовинами, де відбувається об'єднання їхніх молекул за рахунок ковалентних зв'язків (приєднання до кратних зв'язків або утворення сполук в результаті перекривання вакантної орбіталі та заселеної неподіленою електронною парою, пр., H3N+-B–F3) або ж більш слабких, ніж ковалентні (різні молекулярні аддукти).
- 2. У неорганічній хімії — сполука, що складається з двох або більше простих сполук, які можуть бути упаковані в певному співвідношенні в кристалі; їх можна розділити у формулі. Пр., гідрат ZnSO4·7H2O є сполукою приєднання цинк сульфату й води, вона представляє саме їх сполуку, а не суміш, з певним співвідношенням 1:7.